# 黃啟豪
黃啟豪（1980年7月31日—），男，生於嘉義縣新港鄉，台灣政治人物，現任嘉義縣議會議員，曾任嘉義縣議會機要秘書、鄭南榕基金會執行長、台灣制憲基金會辦公室主任、台灣社辦公室主任、總統府憲改辦公室聘用諮議等職，長年參與台灣NGO團體，推動憲法改造、基本人權推廣、民主教育深耕工作。
2020年7月黃啟豪返鄉擔任嘉義縣議會張明達議長的機要秘書一職，並在2022年5月25日受民進黨嘉縣黨部徵召參選2022年嘉義縣第二選區（民雄、新港）議員選舉。並在7月25日，召開競選歌曲發表會，嘉義縣縣長翁章梁、金曲歌王王俊傑共同出席。並由王俊傑跨刀寫競選歌曲「啟豪家己人」。
2022年9月1日正式登記參選嘉義縣第二選區（民雄、新港）議員選舉，並從新港鄉月眉潭服務處出發，跑到嘉義縣選舉委員會登記參選，全程12公里，且全程開直播。成為嘉義縣議員路跑參選第1人，展現有體力做事的決心。